# Hassan ibn Thàbit
Hassan ibn Thàbit ibn al-Múndhir ibn Haram, més conegut senzillament com a Hassan ibn Thàbit (àrab: حسان بن ثابت, Ḥassān ibn Ṯābit), (Medina, c. 563-674) fou un poeta àrab medinès, considerat el poeta més gran associat amb el naixement de l'islam i probablement un convers a aquesta religió.
La tradició explica que, quan era jove, Hassan va viatjar a Al-Hira i a Damasc. Es diu que va ser un dels millors poetes de l'època, i que sovint guanyava concursos de poesia. Més tard es va instal·lar a Medina i, amb l'arribada del profeta Muhàmmad, va acceptar l'islam i va escriure poemes en defensa seva. Muhàmmad li hauria donat per esposa la seva serventa Sirín, germana de la seva pròpia esposa Màriya al-Qibtiyya. Hassan i Sirín van tenir un fill anomenat Abd-ar-Rahman ibn Hassan.